# Première femme de Chambre

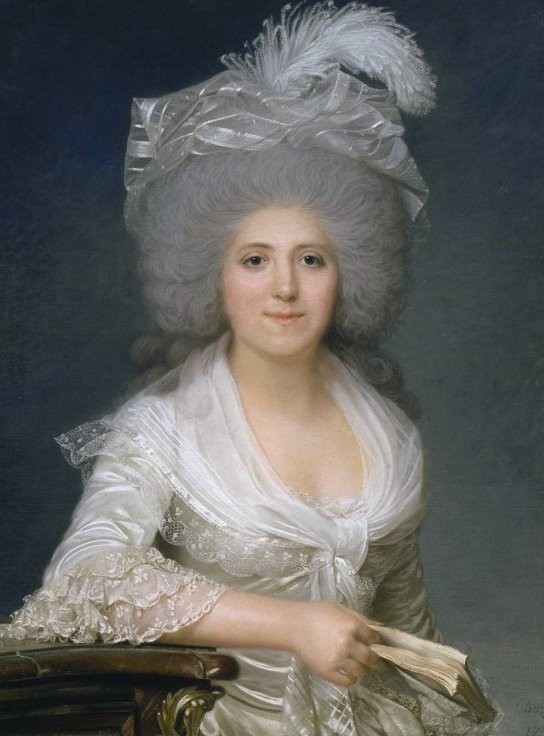
Jeanne Louise Henriette Campan, Première femme de Chambre de Maria Antonieta.

Première femme de Chambre ("Primeira dama da Câmara") foi um cargo na corte real de França.
A Première femme de Chambre era responsável pela preparação de roupas, cosméticos e outras coisas no guarda-roupa da rainha para vestir e despir, supervisionava as femmes de chambre ("Raparigas da Câmara"), que atingiu muitas vezes 16 por ano. O vestir e despir da rainha, por sua vez, era supervisionada pela dame d'atour. A Premirère femme de Chambre era a única dama de companhia, exceto a dame d'honneur a possuir as chaves dos quartos da rainha e a ter acesso permanente à rainha. Isto dava-lhe a oportunidade de filtrar as solicitações para reuniões, audiências e mensagens à rainha e tornou-a uma pessoa poderosa de facto na corte, muitas vezes, lisonjeada e subornada pelos cortesãos.